# Bassaricyon gabbii pauli
El olingo de Chiriquí (Bassaricyon pauli) es un mamífero carnívoro de la familia Procyonidae que habita en América Central. Solamente es conocido en la provincia de Chiriquí al occidente de Panamá.
La comparación morfológica de especímenes del género Bassaricyon y el análisis de su ADN permite afirmar que el olingo de Chiriquí es una subespecie de Bassaricyon gabbii, denominada Bassaricyon gabbii pauli.